# Mațkî, Ovruci
Mațkî (în ucraineană Мацьки) este un sat în comuna Luceankî din raionul Ovruci, regiunea Jîtomîr, Ucraina.

## Demografie
Componența lingvistică a localității Mațkî
     Ucraineană (98,33%)
     Rusă (1,67%)
Conform recensământului din 2001, majoritatea populației localității Mațkî era vorbitoare de ucraineană (98,33%), existând în minoritate și vorbitori de rusă (1,67%).